# Эдла
Эдла, герцогиня вендская (швед. Edla, hertiginna av Venden; X—XI века) — наложница славянского происхождения шведского короля Олафа Шётконунга, мать шведского короля Эмунда и норвежской королевы Астрид Олафсдоттир.
Согласно легенде, Эдла была дочерью западно-славянского племенного вождя из Северной Германии. Её привезли в Швецию как военный трофей в районе 1000 года, чуть раньше или одновременно с Эстрид. Король Олаф Шётконунг женился на Эстрид, но любил Эдлу и взял её своей наложницей. Она родила ему сына Эмунда, дочь Астрид и, предположительно, дочь Хольмфриду. Исландский историк Снорри Стурлусон свидетельствует, что её дети воспитывались вдали от двора из-за плохого отношения к ним королевы Эстрид. В том числе это может означать, что Эдла умерла до того, как они выросли.

## Дети
- Эмунд Старый, король Швеции
- Астрид Олафсдоттир, супруга Олава II, короля Норвегии
- Хольмфрида Олафсдоттир, супруга Свена Хаконссона